# Auxon-Dessous
Auxon-Dessous è un comune soppresso e frazione del comune francese di Les Auxons, situato nel dipartimento del Doubs nella regione della Borgogna-Franca Contea.
Auxon-Dessous è stato un comune indipendente fino al 1º gennaio 2015, quando si è fuso con il comune di Auxon-Dessus per formare il nuovo comune di Les Auxons.

## Storia

### Simboli
Lo stemma è stato adottato dal comune l'11 settembre 2006 e si ispira ai blasoni di tre importanti famiglie che hanno segnato la storia del paese: gli Auxon, i Buson e gli Arvisnet.

## Società

### Evoluzione demografica
Abitanti censiti